# بیدلو (اهر)
بیدلو یکی از روستاهای استان آذربایجان شرقی است که در دهستان قشلاق بخش مرکزی شهرستان اهر واقع شده‌است.این روستا ۳۲ نفر جمعیت دارد.